# Bittersweet Songs
Bittersweet Songs je tretji studijski album Aleksandra Mežka (pod psevdonimom Alexander John), ki je izšel leta 1978 pri založbi Glenmore Records. Skladbe so bile posnete v studiu Abbey Road Studios v Londonu.

## Seznam skladb
| A stran | A stran                              | A stran |
| Št.     | Naslov                               | Dolžina |
| ------- | ------------------------------------ | ------- |
| 1.      | „Getting Closer‟ (A. John)           | 3:27    |
| 2.      | „Since You've Come My Way‟ (A. John) | 3:16    |
| 3.      | „Bittersweet songs‟ (A. John)        | 3:13    |
| 4.      | „Salvation‟ (E. John/B. Taupin)      | 3:12    |
| 5.      | „On a Morning Like This‟ (A. John)   | 2:35    |

| B stran | B stran                          | B stran |
| Št.     | Naslov                           | Dolžina |
| ------- | -------------------------------- | ------- |
| 1.      | „Running Time Down‟ (A. John)    | 3:12    |
| 2.      | „Multimillion Show‟ (A. John)    | 2:47    |
| 3.      | „Take These Hins‟ (A. John)      | 3:04    |
| 4.      | „Run, run‟ (A. John)             | 2:09    |
| 5.      | „Keep Candles Burning‟ (A. John) | 3:34    |

## Grenkosladke pesmi
Grenkosladke pesmi je slovenska izdaja albuma Bittersweet Songs.

### Seznam skladb
| A stran | A stran                                           | A stran |
| Št.     | Naslov                                            | Dolžina |
| ------- | ------------------------------------------------- | ------- |
| 1.      | „Dnevi kakor je ta‟ (A. Mežek)                    | 3:27    |
| 2.      | „Ker sem te spoznal‟ (A. Mežek)                   | 3:16    |
| 3.      | „Suženj‟ (A. Mežek)                               | 2:35    |
| 4.      | „Grenkosladka pesem‟ (A. Mežek)                   | 3:13    |
| 5.      | „Potrebno je še več ljubezni‟ (E. John/B. Taupin) | 3:12    |

| B stran | B stran                           | B stran |
| Št.     | Naslov                            | Dolžina |
| ------- | --------------------------------- | ------- |
| 1.      | „Izgubljen v plesu‟ (A. Mežek)    | 3:12    |
| 2.      | „Med vrsticami‟ (A. Mežek)        | 2:47    |
| 3.      | „Kakor skrito kolesje‟ (A. Mežek) | 3:04    |
| 4.      | „Črte na papirju‟ (A. Mežek)      | 2:09    |
| 5.      | „Sveče prižgane‟ (A. Mežek)       | 3:34    |

## Zasedba
- Alexander John – akustična kitara, vokal, vokalna spremljava
- Ray Russel – električne kitare
- Peter Robinson – klaviature
- Barry De Souza – bobni (B1, B2)
- Peter van Hook – bobni (A1-A5, B4, B5)
- Dave Wintour – bas (A1-A5, B3-B5)
- Tony Hymas – klaviature (B1, B2)
- Mel Collins – saksofon
- Bryn Haworth – slide kitara (A4, B4)
- Kokomo – vokalna spremljava
- London Community Gospel Choir – vokalna spremljava